# Kommissær Rex
Kommissær Rex (Kommissar Rex) er en østrigsk tv-krimiserie, der kørte fra 1994-2004, og igen fra 2008 med nye personer, denne gang på italiensk. 
Rex er en schæferhund og politihund, der hjælper med at løse mordsager. Vi følger i serien hunden og de politifolk, som den arbejder med. I de sidste sæsoner optaget i Østrig er det Marc Hoffmann (spillet af Alexander Pschill), der er Rex' tro følgesvend.
Sæsonerne optaget fra og med 2008 er optaget i Rom i Italien med nye, italienske skuespillere og en ny hund. Sproget i serien er nu italiensk, men bl.a. tyskerne har dubbet det så den kan vises med tysk tale. Fx får Kaspar Capparoni (Kommissær Lorenzo Fabbri i de nyeste sæsoner) tysk tale ved Michael Iwannek. I Danmark bliver de 12 første sæsoner af serien vist med tysk tale.
Serien er blevet eksporteret til flere end 150 lande verden over.    

## Rex
Vi møder Rex i det første afsnit i sæson 1, hvor hans tidligere ejer er blevet skudt og dræbt da han forsøgte at fange en forbryder. Rex bliver anbragt på et internat, men han vil hverken spise eller drikke. Han stikker af til sin gamle ejers grav. Kommissæren Richard Moser, spillet af Tobias Moretti, finder ham og får ham overtalt til at tage med hjem til ham og blive hans hund. Trods små komplikationer får Moser Rex og de begynder et langt og godt samarbejde.  
Moser bliver dræbt, og Alexander Brandtner overtager Rex. Alex forsvinder uden videre forklaring, og Marc Hoffmann (spillet af Alexander Pschill) overtager rollen som Rex ejer og kommissær.
Rex elsker igennem alle sæsoner i Østrig at spise Wurstsemmelen (en østrigsk rundstykke med pølse). Han stjæler tit de andre politimænds semler ved lumske triks.
Han sidder altid på forsædet og derfor må kommissærernes assistenter altid bruge bagsædet.
Politihunden Rex bliver spillet af hunden B. J. i de første 6 sæsoner. Han har i mellemtiden flere forskellige ejere der laver forskellige ting med ham, fx hopper han i sjippetov og stabler brænde sammen med ejeren Alex spillet af Gedeon Burkhard.
Dernæst bliver han spillet af Rhett i 5 sæsoner. Her slutter den Østrigske del af serien.
Serien bliver så fortsat i Italien hvor en ny hund og en ny ejer spiller rollerne. 

## Medhovedpersoner

### Kriminalinspektør Richard „Richie“ Moser
Moser møder Rex efter Rex' ejers død i første afsnit. I starten af serien er han lige blevet skilt fra sin kone pga. sit arbejde, der fyldte for meget i deres forhold. Hun har taget alle deres møbler med sig. Han bor på Marokkanergasse i Wiens 3. distrikt. 
Han har af og til et forhold til Rex' kvindelige dyrlæge. 
Han overtager Rex i første afsnit og lærer hurtigt at læse hans signaler. 

### Kriminalinspektør Alexander Brandtner
Alex Brandter får Rex efter Mosers død. Alex starter ud med at hoppe i Donau for at hente en stor lærredssæk. Dette imponerer selvfølgelig de nye kollegerne med det samme.    
Rex er helt nede over Mosers død så Christian og Peter skiftes til at passe ham og sove hos ham. Alex beslutter sig for at hjælpe Rex. Han hvisker noget i øret på Rex så han bliver helt rolig. Efter kort tid er Rex igen klar og med ham på forbryderjagt, selvom han egentlig blev pensioneret efter Mosers død.  
I de sæsoner hvor Alex var med steg seertallet for serien.  
Det er dog ikke første gang man ser Gedeon Burkhard i en rolle i tv-serien. Han er også med i afsnittet 'Amok' i sæson 1 som Stefan Lanz, en homoseksuel der lige har fået konstateret HIV. Han går, som titlen siger, amok.